# چشمه‌سرد (چگنی)
چشمه‌سرد یک روستا در ایران است که در شهرستان چگنی استان لرستان واقع شده‌است. چشمه‌سرد ۱۴۱ نفر جمعیت دارد.

## جمعیت
این روستا در  دهستان تشکن قرار دارد و براساس سرشماری مرکز آمار ایران در سال ۱۳۸۵، جمعیت آن ۱۴۱ نفر (۲۸ خانوار) بوده‌است.